# Henrik Arosenius
Henrik Alfred Arosenius, född 20 augusti 1841 i Lillhärads socken i Västmanlands län, död 14 januari 1901 i Göteborgs domkyrkoförsamling, var en svensk väg- och vattenbyggnadsingenjör. Han var far till Ivar Arosenius och Erik Arosenius.
Arosenius var bruksbokhållare på Larsbo bruk 1858–62, avlade studentexamen 1862 och var elev och posthavande ingenjör vid sjösänkningar i Närke 1863–64. Han utexaminerades från Högre artilleriläroverket på Marieberg 1867, var arbetschef vid sänkning av Hullasjön i Österåkers socken (Södermanland) 1869–70, assistent vid ett järnvägsbygge i närheten av Aachen 1870, nivellör vid byggandet av Frövi-Ludvika Järnväg 1871–72 och stationsingenjör vid nämnda bana 1872. Sistnämnda år blev han stationsingenjör vid byggandet av Bergslagernas Järnvägar och 1878 baningenjör vid denna bana. Han blev löjtnant i Väg- och vattenbyggnadskåren 1873 och kapten där 1888.